# 페르소나:이상한 여자
《페르소나:이상한 여자》은 2025년 1월에 개봉예정인 대한민국의 영화이다.

### 시놉시스
대학로의 작은 연극 극단에 신입 단원들이 들어온다. 그중, 서울대를 졸업한 혜리가 있다. 좋은 학벌을 가진 그녀가 연극판에 온 것에 사람들은 이상한 시선으로 본다. 한편 극단의 대표이자 연출가인 해영은 자신의 예술적 영감이 고갈돼 가고 있음을 느낀다. 그러던 중 혜리의 순수한 모습을 보며 젊은 시절의 자신과 닮아 있음을 느끼는데...

## 제작진

### 제작
- 손현경

### 제작사
- 닷팩토리

### 감독 & 각본
- 정형석

## 캐스팅
- 전혜연 : 혜리 역

- 박호산 : 해영 역

- 방은희 : 은정 역

- 정형석 : 박원장 역

- 이성원

## 참고 사항
- 알베르 카뮈의 희곡 '칼리큘라'에 대한 대본 리딩을 하는 장면이 있다.